# Бержерак
Бержерак (фр. Bergerac) је насељено место у Француској у региону Аквитанија, у департману Дордоњи.
По подацима из 2011. године у општини је живело 27.687 становника, а густина насељености је износила 493,53 становника/km².

## Демографија
| 1962.  | 1968.  | 1975.  | 1982.  | 1990.  | 2011.  |
| ------ | ------ | ------ | ------ | ------ | ------ |
| 25.185 | 27.165 | 27.764 | 26.832 | 26.899 | 27.687 |